# 祭海节
祭海节，兴盛于青岛市即墨区田横镇周戈庄村的一项传统的祭海活动，已有500多年的历史。于将此次活动命名为“民俗文化祭海节”。
即墨“祭海”文化始于明朝，传说，在周戈庄西侧2.5公里外有一座黄山，山上有一个仙姑庙。在清朝末期，渔民每年出海前（农历四月初八），都要到庙里求仙姑保佑他们能一帆风顺，因此这一传统逐渐延续下来。